# 段泰
段泰（?—?），五胡十六国时代军事人物，辽西鲜卑族，段部鲜卑321-325年的首领段末波的曾孙，段聪的孙子，段讚的儿子。
401年，后燕天王慕容盛猜忌属下，杀戮大臣，王室宗亲、功臣元老，不能自保。八月十五，左将军慕容国与殿上将军秦舆、段讚率领禁军袭击慕容盛，事情暴露，牵连致死五百多人。八月二十夜里，前将军段玑、秦舆的儿子秦兴和段泰潜进宫中擂鼓呐喊。慕容盛听说兵变，率左右迎战。段玑受伤藏起来。一个士兵偷袭成功慕容盛，慕容盛受重伤，事情安定之后，断气而死。